# Iacob Negruzzi

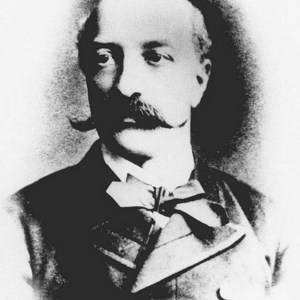
Iacob Negruzzi

Iacob Negruzzi (* 31. Dezember 1842 in Iași; † 6. Januar 1932 in Bukarest) war ein rumänischer Dichter, Literaturhistoriker und Kulturkritiker.

## Leben
Als Sohn des rumänischen Dichters und Schriftstellers Constantin Negruzzi studierte Iacob Negruzzi Jura an der Berliner Friedrich-Wilhelms-Universität. Er war Mitglied des Corps Herulia Wien  und seit 1859 beim Corps Neoborussia aktiv, das ihm später die Ehrenmitgliedschaft verlieh. Er wurde Professor des Handelsrechts an der Universität Iași und 1885 in Bukarest. Mit Vasile Alecsandri gab er ab 1867 die Revue Convorbiri literare heraus, für die er zahlreiche poetische und prosaische Beiträge schrieb. Mit Alecsandri leitete er auch das rumänische und französische Theater in Iași. Ab 1880 war Iacob Negruzzi Mitglied, später Präsident der Rumänischen Akademie der Wissenschaften in Bukarest.